# Weichs
Weichs é um município da Alemanha, situado no distrito de Dachau, no estado da Baviera. Tem 18,72 km² de área, e sua população em 2019 foi estimada em 3.527 habitantes.